# Chambre de commerce et d’industrie de Strasbourg et du Bas-Rhin

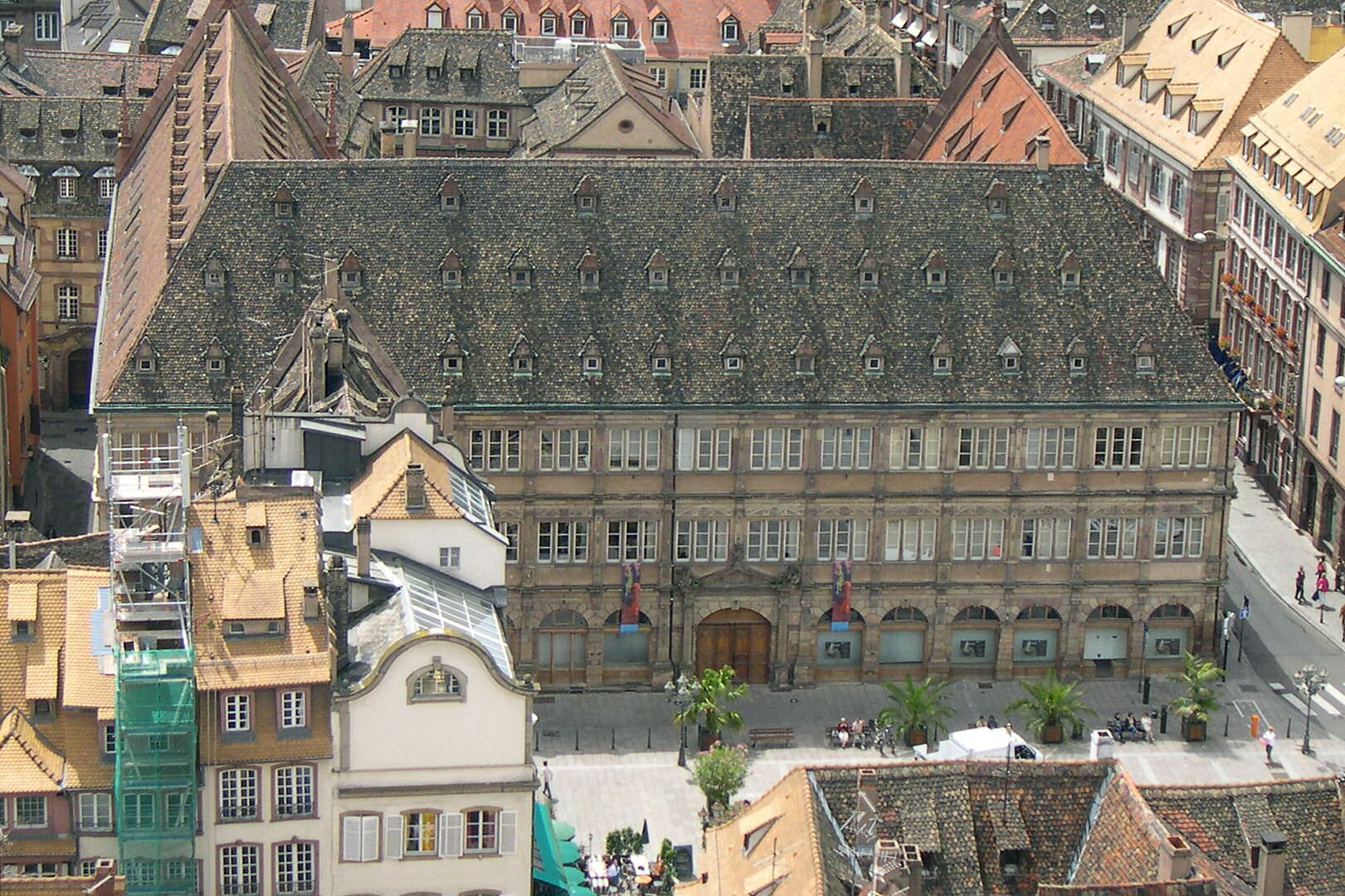
Das Gebäude der Kammer von der Kathedrale aus gesehen

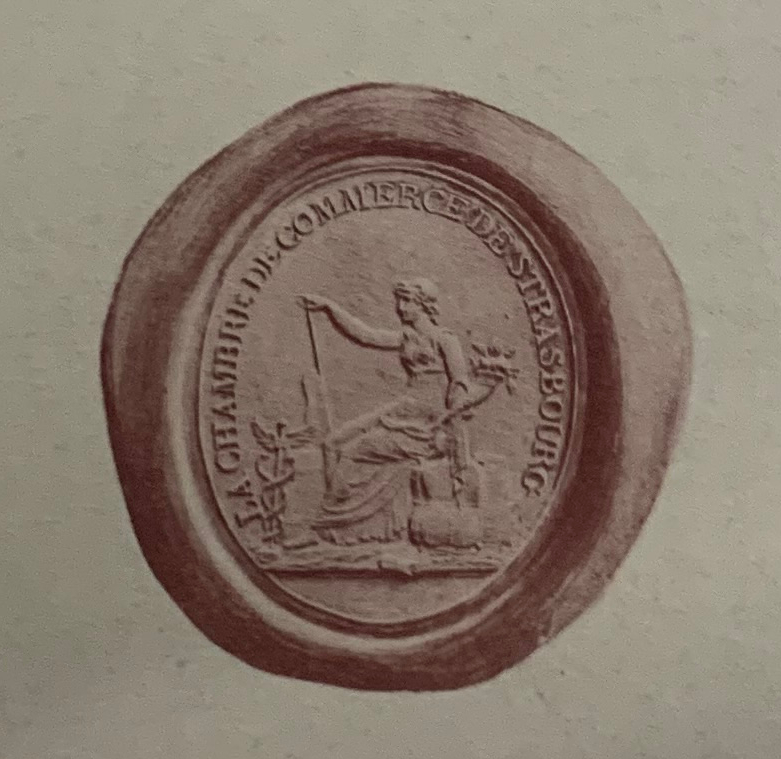
Siegel der Handelskammer Straßburg, 1. Hälfte 19. Jahrhundert

Die Chambre de commerce et d'industrie de Strasbourg et du Bas-Rhin (CCI) ist die Industrie- und Handelskammer (IHK) des Départements Bas-Rhin. Ihr Sitz ist Place Gutenberg 10 in Straßburg. Sie ist Teil der Chambre régionale de commerce et d'industrie d'Alsace also der IHK für den Elsass.

## Geschichte
Seit 1687 bestanden in Straßburg (wie in anderen Städten Frankreichs) ein Corps de marchands, eine Art Schiedsgericht für Kaufleute. Nach der Französischen Revolution wurden diese mit Gesetz vom 17. März 1791 aufgehoben. 1795 erfolgte ein erster Ansatz der Bildung einer Vertretung der Kaufmannschaft: Am 1. Floréal III wurde in der Munizipalität Straßburg ein Bureau de Correspondance de Commerce eingesetzt, welches aber keine rege Tätigkeit zeigte. Mit einer Verfügung des Innenministeriums vom 14. Prairial IX wurden in den wichtigsten französischen Städten Conseils de Commerce eingesetzt. Das Straßburger Conseil de Commerce bestand aus 9 Mitgliedern, die durch den Präfekten ernannt wurden. Es trat am 3. Fructidor X (21. August 1803) erstmals zusammen und bereitet die Wahl einer Handelskammer vor. Mir Arrêté des Consuls vom 5. Nivôse XI wurden in 22 französischen Städten Handelskammern gebildet. Die in Straßburg bestand aus 9 Mitgliedern sowie dem Präfekten, der auch Vorsitzender war. Die Mitglieder der ersten Chambre de commerce de Strasbourg (Handelskammer Straßburg) wurden von den 40 bis 60 wichtigsten Kaufleuten der Stadt gewählt. Später schied jeweils ein Drittel jedes Jahr aus. Die Nachrücker wurden von der Kammer selbst gewählt. Die Wahl musste jeweils durch das Innenministerium bestätigt werden. Die erste Wahl erfolgte am 27. Januar 1803. Am 23. März 1803 trat sie zur konstituierenden Sitzung zusammen. Hauptaufgabe war die Verwaltung des Kaufhauses. Diese deckte auch die Kosten der Kammer. Zu den Aufgaben gehörte auch die Überwachung der Rheinschifffahrt. Entsprechend war das Hauptthema der ersten Jahre die Verhandlungen mit der Handelskammer Mainz über die Aufteilung der Rheinschifffahrt. Man einigte sich schließlich, dass Straßburger Schiffer zwei Drittel und Mainzer Schiffer ein Drittel des Verkehrs abwickeln sollten.
In der Restauration änderte sich die Organisation der Kammer nicht. Der Handel entwickelte sich aber negativ, da Straßburg nun an der Zollgrenze lag. Das führte dazu, dass die Einnahmen aus dem Kaufhaus zurückgingen und die Kosten der Kammern nicht mehr trugen. Daher wurde zur Finanzierung 1828 ein Zuschlag zur Patentsteuer eingeführt. Dies führte zu Konflikten in der Kaufmannschaft, weil einige Kaufleute die Zahlung der Abgaben verweigerten.
Unter der Herrschaft von Louis-Philippe I. wurde das Wahlrecht für die Kammer reformiert. Mit königlicher Ordonnanz vom 16. Juni 1832 wurde geregelt, dass die Kammermitglieder durch einen Wahlkörper bestimmt werden sollten, der sich aus den Mitgliedern des Handelsgerichtes, der Handelskammer, des Conseil de prud'hommes und 20 kaufmännischer Notabeln zusammensetzte. Die letzten wurden zur Hälfte von Handelsgericht und der Handelskammer gewählt. Auch wurde das Gesetz über den Transithandel geändert und erlaubte nun unter Einschränkungen die zollfreie Durchfuhr von Kolonialwaren. Dadurch stiegen die Einnahmen der Kammer wieder, so dass ab 1834 auf die Zuschläge zur Patentsteuer verzichtet werden konnte. Am 11. November 1832 wurde der Präsident der Kammer Jean-Georges Humann zum französischen Finanzminister ernannt.
Die Februarrevolution führte 1848 zu einer völligen Neuordnung des Wahlverfahrens. Gemäß Verordnung vom 19. Juni 1848 waren nun alle Patentsteuerzahler wahlberechtigt. Von den etwa 7000 Steuerzahlern beteiligten sich aber nur 219 an der Neuwahl am 24. September. Von den bisherigen neun Mitgliedern wurden nur drei wiedergewählt, darunter Jules-Conrad Sengenwald, der als neuer Präsident gewählt wurde und bis 1891 im Amt blieb. Unter den neu gewählten Mitgliedern war auch Gustav Adolf Bergmann. Schon am 24. November 1848 forderte die Regierung die Kammern auf, eine Stellungnahme über das neue Wahlrecht abzugeben. Die Straßburger Kammer sprach sich für das allgemeine Wahlrecht aus; allerdings sollten nur diejenigen wählen dürfen, die seit fünf Jahren Patentsteuer zahlten. Dies wurde mit einem Dekret vom 3. September 1851 auch so umgesetzt. Allerdings kehrte die Regierung mit Dekret vom 29. August 1852 zum Notabelen-Wahlrecht zurück. 1851 wurde die Amtszeit auf sechs Jahre erweitert, von denen alle zwei Jahre ein Drittel ausschieden.
Nach dem Deutsch-Französischen Krieg fiel für die Wirtschaft in Elsass-Lothringen der französische Markt hinter Zollschranken während der deutsche Markt zollfrei erreichbar war. Die Handelskammer Straßburg erreichte Übergangsregelungen nach denen die Zölle erst zum 31. Dezember 1872 vollständig anfielen. Mit Verordnung vom 17. April 1875 stieg die Zahl der Mitglieder auf 15. Gleichzeitig erweiterte sich der Sprengel der Kammer von der Stadt auf die benachbarten Kreise. 1893 mussten erneut Kammerumlagen eingeführt werden. Dass die Beitragszahler nicht wahlberechtigt waren, führte zu neuer Kritik am Notabelen-Wahlsystem. 1897 wurde daher eine allgemeine Wahl nach Gewerbesteuerklassen eingeführt. Durch kaiserliche Verordnung vom 22. März 1901 wurde die Zahl der Mitglieder auf 21 erhöht.
Ab 1911 wählte die Handelskammer gemäß Verfassung des Reichslandes Elsaß-Lothringen vom 31. Mai 1911 ein Mitglied der ersten Kammer des Landtags des Reichslandes Elsaß-Lothringen. Gewählt wurde der Vizepräsident der Kammer, der Straßburger Industrielle Charles Léon Ungemach. 1919 gründete die Kammer die EM Strasbourg Business School, die Wirtschaftshochschule der Stadt.
1943 wurde die Kammer aufgehoben und die Gauwirtschaftskammer Oberrhein trat an ihre Stelle. 1945 endete die Gauwirtschaftskammer Oberrhein und die Chambre de commerce et d’industrie de Strasbourg et du Bas-Rhin entstand neu.

## Aufgaben
Wie alle CCI untersteht auch die Straßburger Kammer einerseits dem Finanzministerium und dem Wirtschaftsministerium.

### Aus- und Weiterbildungseinrichtungen der Kammer
- Pôle Formation de la CCI
- IECS – Institut d’enseignement commercial supérieur
- IFA – Institut de Formation par Alternance

### Liste der Präsidenten der Kammer
| Amtszeit  | Name                                | Bild |
| --------- | ----------------------------------- | ---- |
| 1803–1818 | Jean-Georges Schertz                |      |
| 1819–1831 | Georges Humann                      |      |
| 1831–1838 | François-Charles Sauvage            |      |
| 1838–1839 | Jean-Conrad Sengenwald              |      |
| 1839–1845 | François-Charles Sauvage            |      |
| 1845–1848 | François Nebel                      |      |
| 1848–1891 | Jules-Conrad Sengenwald             |      |
| 1891–1898 | Alfred Herrenschmidt                |      |
| 1898–1911 | Julius Schaller                     |      |
| 1911–1918 | Carl Eissen                         |      |
| 1918–1920 | Charles Léon Ungemach               |      |
| 1920–1938 | Fernand Herrenschmidt               |      |
| 1938–1955 | Paul Jacquel                        |      |
| 1955–1967 | Jean Wenger-Valentin                |      |
| 1968–1976 | Jean Prêcheur                       |      |
| 1976–1991 | Roland Wagner                       |      |
| 1991–2000 | Claude Danner                       |      |
| 2000      | André Haasser                       |      |
| 2000–2017 | Richard Burgstahler                 |      |
| 2017-     | Simon Oladipo Kevin-Pascal Oshinowo |      |

## Gebäude

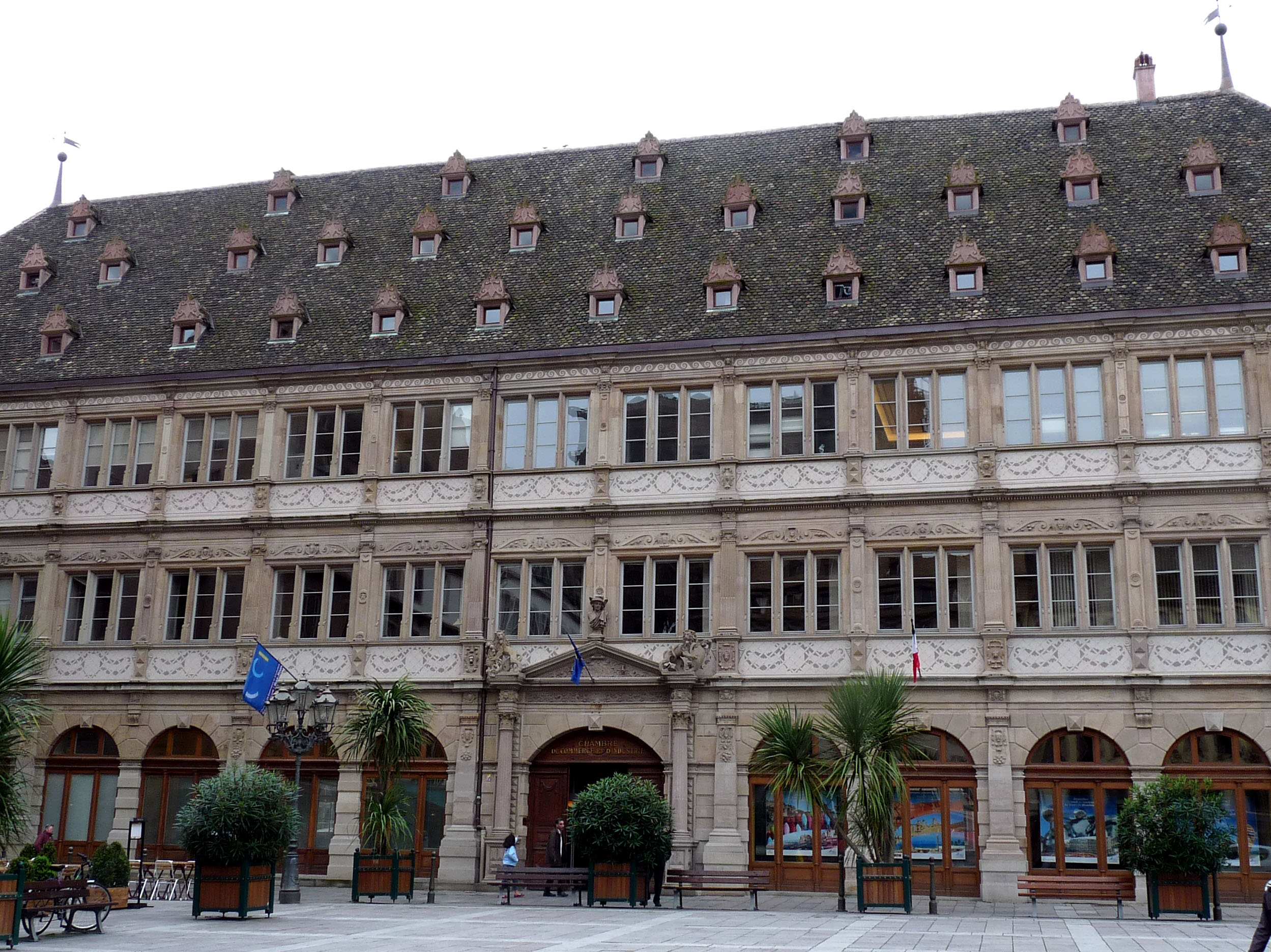
Ehemaliges Hôtel de ville, genannt Neuer Bau

Das im 16. Jahrhundert geschaffene Gebäude wurde 1995 als Monument historique auf die Liste der Baudenkmäler in Frankreich gesetzt.